# Vestria
El insecto crayola (Vestria) es un insecto del  orden de los ortópteros recientemente descubierto en Surinam por la organización Conservación Internacional junto con otras 45 especies más. Se llama así porque su cuerpo posee un gran colorido (azul, verde, marrón).
Su descubrimiento se llevó a cabo por un estudio realizado en sitios remotos a lo largo de los ríos Kutari y Sipaliwini.
Los miembros del programa de Conservación Internacional han señalado que el trabajo de su descubrimiento se ha llevado a cabo gracias a la intervención de estudiantes y pobladores locales.
Los científicos han explicado que este insecto expulsa sustancias químicas para alejar a sus depredadores.
Dichos pobladores ya han marcado una zona de protección de especies que esperan convertir en una reserva natural. 